# Dick Murphy
Richard D. "Dick" Murphy (nacido el 10 de marzo de 1921 y fallecido el 22 de octubre de 1973) fue un jugador de baloncesto estadounidense que disputó una temporada en la BAA, además de jugar en la ABL. Con 1,85 metros de estatura, jugaba en la posición de base.

## Trayectoria deportiva

### Universidad
Jugó durante su etapa universitaria con los Thundering Herd de la Universidad Marshall, convirtiéndose en el primer jugador procedente de dicha universidad en jugar en la BAA o la NBA.

### Profesional
En 1946 fichó por los New York Knicks de la BAA, con los que jugó 14 partidos, en los que promedió 1,3 puntos. Tras ser despedido, fichó por los Boston Celtics, donde jugó siete partidos en los que únicamente anotó 2 puntos.
Pasó el resto de su carrera en la ABL, siendo su mejor temporada la primera, en la que promedió 8,8 puntos por partido.

#### Estadísticas en la BAA

##### Temporada regular
| Temporada | Edad | Equipo          | Liga | P  | TIT | MIN | TC  | TCA | %TC  | 3P | 3PA | %3P | TL  | TLA | %TL  | R.OF. | R.DEF. | REB | ASIS | ROB | TAP | PER | FP  | PTS |
| 1946-47   | 25   | TOTAL           | BAA  | 31 |     |     | 0.5 | 2.4 | .200 |    |     |     | 0.1 | 0.3 | .444 |       |        |     | 0.3  |     |     |     | 0.5 | 1.1 |
| 1946-47   | 25   | New York Knicks | BAA  | 24 |     |     | 0.6 | 2.4 | .241 |    |     |     | 0.2 | 0.2 | .800 |       |        |     | 0.2  |     |     |     | 0.4 | 1.3 |
| 1946-47   | 25   | Boston Celtics  | BAA  | 7  |     |     | 0.1 | 2.4 | .059 |    |     |     | 0.0 | 0.6 | .000 |       |        |     | 0.4  |     |     |     | 0.9 | 0.3 |
| Total     |      |                 | BAA  | 31 |     |     | 0.5 | 2.4 | .200 |    |     |     | 0.1 | 0.3 | .444 |       |        |     | 0.3  |     |     |     | 0.5 | 1.1 |